# NavaRho
NavaRho (auch Nava-Rho oder Navarho) war ein um 1950  entwickeltes Verfahren der Funknavigation.

## Technik
NavaRho war für die Mittel- und Langstreckennavigation ausgelegt und arbeitete mit Langwellen im 100 kHz-Bereich, die günstige Reflexions- und Ausbreitungsbedingungen für Mittelstrecken besitzen. Das Messprinzip ist der Amplituden- und Phasenvergleich der Funkwellen. Jede Bodenstation ist ein gleichseitiges Dreieck hoher Funkmasten im Abstand von 0,4 Wellenlängen (etwa 1100 m). In einem Zeitschema überlagern sich nacheinander jeweils 2 Funkwellen zu einem um 120° versetzten Richtdiagramm, während die Entfernungsmessung durch Phasenvergleich erfolgt.
Der Name setzt sich aus den Anfangsbuchstaben von "Navigation" und von "Rho-Theta" zusammen. Die Bezeichnung Rho-Theta steht für Navigations- und Ortungsmethoden, bei denen eine Richtungsmessung (Winkel "Theta", griech. θ) mit einer Distanzmessung (Rho, griech. ρ, der Buchstabe steht für range – englisch für Bereich) kombiniert wird.
Ähnliche Verfahren waren das Navaglobe (reine Langstrecken-Navigation) und zwei modernere Längstwellen-Systeme: das russische Alfa und das internationale OMEGA.